# Siegbert Droese

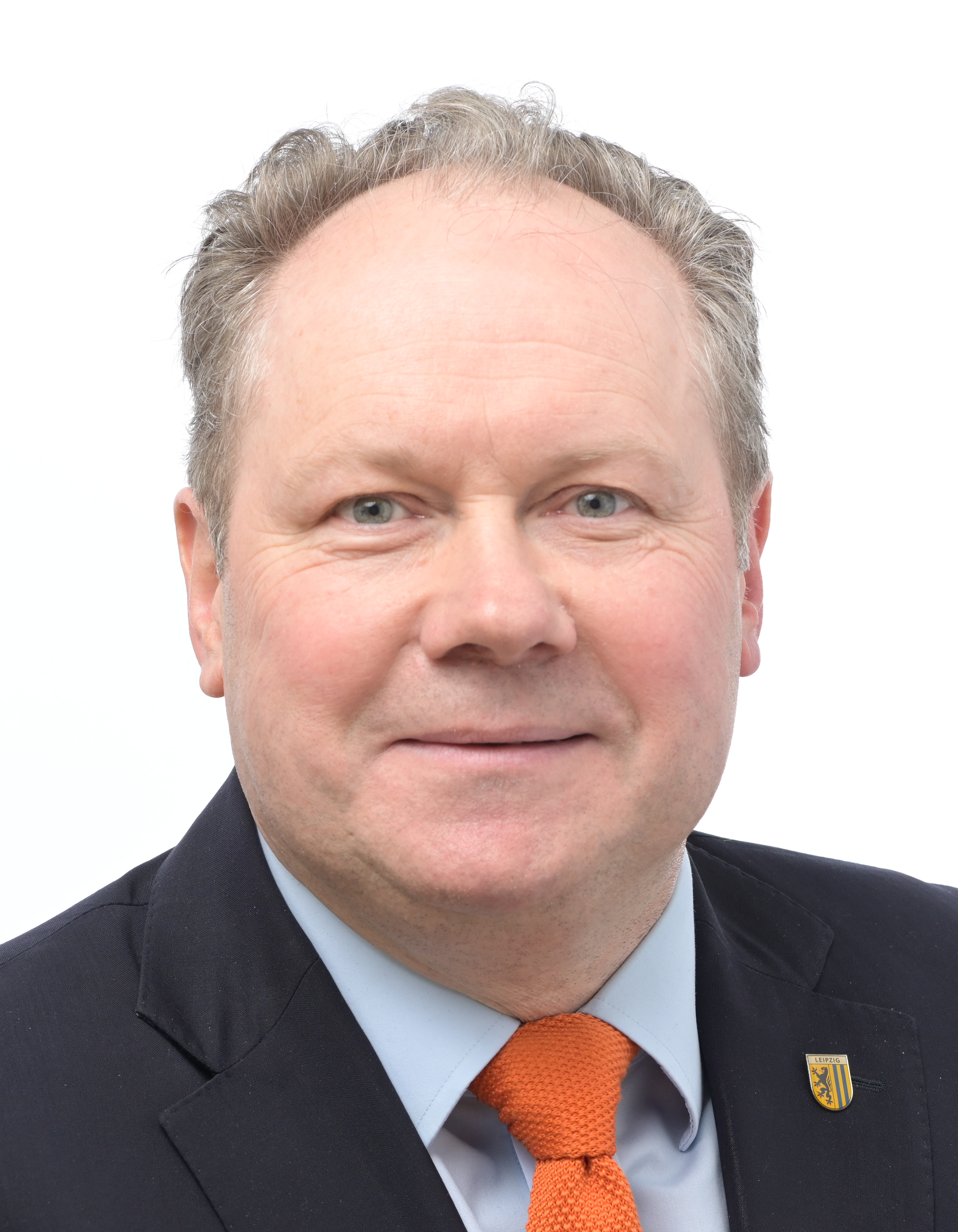
Siegbert Droese (2024)

Siegbert Frank Droese (* 7. Juni 1969 in Leipzig) ist ein deutscher Politiker der Partei Alternative für Deutschland (AfD). Er gehörte zu deren im April 2020 formal aufgelösten völkischen Gruppierung Der Flügel. Von September 2017 bis Februar 2018 war er übergangsweise Vorsitzender der AfD Sachsen, von 2017 bis 2021 Mitglied des 19. Deutschen Bundestags. Seit 2024 ist er Mitglied im Europäischen Parlament.

## Ausbildung, Beruf, Familie
Droese wuchs als jüngstes von drei Geschwistern in einer christlich geprägten Familie in der DDR auf. Bis zu seinem Schulabschluss betrieb er Leistungssport als Leichtathlet im Speerwurf. Von 1986 bis 1988 machte er eine Ausbildung zum Restaurantfachmann im Interhotel Leipzig. Im Juli 1989 floh er über die offene Grenze Ungarns in den Westen. In Hamburg nahm er eine Arbeit im Hotel Atlantic an und erlernte den Beruf des Hotelkaufmanns. Die Ausbildung hatte er im Hotel „Merkur“ in Leipzig begonnen. 1991 kehrte er dorthin zurück. Bis 1994 arbeitete er als Assistent, dann bis 1997 im Bereich Food & Beverage, von 1998 bis 2014 selbstständig im Bereich Hotellerie + Gastronomie in Leipzig. Er eröffnete ein Restaurant in der Innenstadt, das er bis November 2013 führte. Von 2015 bis 2017 war er Manager und Mitglied der Geschäftsleitung bei F & B. Droese ist verheiratet und hat vier Kinder.

## Politische Ämter
Im September 2013 trat Droese in die AfD ein. 2015 wurde er Vorsitzender des AfD-Kreisverbandes Leipzig. Beim Landesparteitag im Februar 2016 wurde er mit 86,4 Prozent der abgegebenen Stimmen zum stellvertretenden Vorsitzenden des sächsischen AfD-Landesverbandes gewählt. 2016 nominierte der Leipziger AfD-Kreisverband Droese als Kandidat für den Bundestagswahlkreis Leipzig II bei der Bundestagswahl 2017. Im März 2017 wählte der Landesparteitag der AfD Sachsen ihn auf den dritten Platz der Landesliste.
Er erreichte mit 15,0 % der abgegebenen Stimmen den dritten Platz in seinem Wahlkreis und zog damit über die Landesliste in den Deutschen Bundestag ein. Durch den Austritt von Frauke Petry aus der AfD rückte er als ihr bisheriger Stellvertreter in das Amt zum kommissarischen Vorsitzenden der AfD Sachsen auf, verzichtete jedoch beim Landesparteitag der AfD Sachsen in Hoyerswerda im Februar 2018 darauf, für dieses Amt zu kandidieren. Vor der Landtagswahl 2019 erklärte Droese das Ziel, die AfD zur stärksten Fraktion in Sachsen zu machen und dort den Ministerpräsidenten zu stellen. Er selbst strebe das Amt jedoch nicht an.
Seit den Kommunalwahlen in Sachsen 2019 ist Siegbert Droese Mitglied des Leipziger Stadtrates und Vorsitzender der dortigen AfD-Fraktion.
Im 19. Deutschen Bundestag war Droese ordentliches Mitglied im Ausschuss für die Angelegenheiten der Europäischen Union. Zudem war er als stellvertretendes Mitglied im Sportausschuss vertreten.
Zur Bundestagswahl 2021 trat Droese für seine Partei im Bundestagswahlkreis Leipzig II an und stand darüber hinaus auf Platz 3 der sächsischen AfD-Landesliste. Da er weder das Direktmandat gewinnen noch über die Landesliste der AfD in den 20. Deutschen Bundestag einziehen konnte, schied Droese nach einer Legislaturperiode im Bundestag wieder aus diesem aus.
Am 12. Oktober 2022 trat Droese als Kandidat für das Amt des Bürgermeisters und Beigeordneten für das Dezernat Soziales, Gesundheit und Vielfalt der Stadt Leipzig gegen die von der Findungskommission vorgeschlagene SPD-Kandidatin Martina Münch an. Mit zehn Stimmen gegenüber 32 Stimmen für Münch sowie 13 Enthaltungen und sieben ungültigen Stimmen wurde Droese nicht gewählt.
Droese wurde mir 79,2 % der Stimmen auf Listenplatz 11 der AfD-Liste für die Europawahl 2024 gewählt und zog damit ins Europäische Parlament ein. Nach seinem Beitritt zur Fraktion Europa der Souveränen Nationen wurde er deren Schatzmeister und ist in der 10. Legislaturperiode (2024–2029) Mitglied im Ausschuss für Verkehr und Tourismus und im Fischereiausschuss sowie stellvertretendes Mitglied im Unterausschuss für Sicherheit und Verteidigung. Er ist zudem Mitglied der Delegation für die Beziehungen zu Japan und stellvertretendes Mitglied der Delegation im Gemischten Parlamentarischen Ausschuss EU-Türkei.

## Politische Positionen
Als Bundestagskandidat 2017 gab Droese an, er habe sich in der DDR-Zeit und auch nach seiner Rückkehr nach Leipzig nicht für Politik interessiert. Die ehemaligen Blockparteien seien für ihn ab 1989 völlig unglaubwürdig gewesen. Als Grund für seinen Eintritt in die AfD nannte er seine EU-kritische Haltung: Der Euro habe viele Preise verdoppelt, die EU-Bürokratie habe Deutschland immer mehr Fesseln angelegt, und mit der späteren Nullzinspolitik seien die Ersparnisse der deutschen Rentner enteignet worden. Das europäische Währungssystem stehe vor einer epochalen Krise. Bundeskanzlerin Angela Merkel habe ein unhaltbares Stabilitätsversprechen dazu gegeben. Deutschland brauche eine europäische Ordnungspolitik und einen ständigen Sitz im UN-Sicherheitsrat, um die Feindstaatenklausel überflüssig zu machen. Die Russland-Sanktionen müssten aufgehoben werden. In der Flüchtlingspolitik müsse radikal umgesteuert werden. Straffällig gewordene Flüchtlinge, „geständige Taliban-Kämpfer“ und alle, „die nur in die deutschen Sozialsysteme einwandern wollen“, müssten sofort ausgewiesen werden. Sonst würden „unsere Sozialsysteme kollabieren“ und „über kurz oder lang Verhältnisse herrschen wie in den Herkunftsländern“. Die Polizei Sachsen müsse angesichts steigender Kriminalität ausreichend für ihre Aufgaben ausgerüstet werden.
Droese war Mitglied des Europaausschusses des Deutschen Bundestags. Er setzt sich für ein „Europa der Vaterländer“ und für bessere Beziehungen zu Russland ein. Als Berichterstatter der AfD-Fraktion für den Westbalkan war er für eine privilegierte Partnerschaft anstatt einer EU-Erweiterung.
Er will Haushaltsuntreue im staatlichen Bereich unter Strafe stellen. Im Wahlkampf 2017 berichtete „Die Welt“, dass er privat hoch verschuldet sei und sein Einkommen damals überwacht werde. Er wirbt in sozialen Netzwerken mit Parolen wie „Freier Waffenbesitz für jeden rechtstreuen Deutschen“, „Wehrhafte Bürger dienen der Freiheit“ und „Volksbewaffnung hilft Koransprengköpfe zu neutralisieren“. Er bezeichnet die Bundesrepublik als „real existierenden BRD-Sozialismus“, Angela Merkel als „Poststalinistin“ oder als „SED-Schrapnell im Kanzlerbunker“ und behauptete, man sei in Deutschland „heute einem totalitären Staat näher als einem freiheitlichen“. Weil viele Sachsen „die Schnauze von der CDU so voll wie einst von der Stasi“ hätten, erwartet er eine weitere Revolution wie die vom Oktober 1989.
Am 9. November 2022 wurde der Beschluss gefällt, die Turmgutstraße in Leipzig, in der das Generalkonsulat Russlands steht, zu Ehren des Holocaustüberlebenden Borys Romantschenko zu benennen, der beim russischen Überfall auf die Ukraine durch einen russischen Luftangriff ums Leben gekommen ist. Droese bezeichnete den Antrag als „ausgesprochenen Unfug“ und erklärte, der Beschluss sei „rein ideologisch motiviert, der Russenhass ist in Mode“.

## Politische Einordnung
Droese war zeitweise Mitglied in der völkisch-nationalen Patriotischen Plattform, verließ diese nach Eigenangaben jedoch vor dem Bundesparteitag der AfD im Juli 2015 wieder. Er unterzeichnete die „Erfurter Resolution“. Im Januar 2017 trat die Rechtsextremistin Tatjana Festerling bei Legida auf, dem Leipziger Ableger des islam- und fremdenfeindlichen Dresdner Demonstrationsbündnisses Pegida, und bot ein Bündnis mit der AfD an. Daraufhin warb Droese in einer Presseerklärung für eine Zusammenarbeit der AfD mit Pegida und für eine gemeinsame Großdemonstration in Leipzig. Während die Patriotische Plattform dies unterstützte, lehnte eine Mehrheit beim folgenden Kreisparteitag der AfD Leipzig eine direkte, offizielle Kooperation trotz anerkannter „politischer Schnittmengen“ ab.
2016 machte die AfD Leipzig mit einem Pkw Wahlwerbung, der das Kfz-Kennzeichen „L-AH1818“ trug. Rechtsextremisten verwenden und verstehen die betreffenden Buchstaben als Initialen, die Zahlen als Code für den ersten und achten Buchstaben des Alphabets, beide also als Hinweis auf den Namen Adolf Hitler (siehe Rechtsextreme Symbole und Zeichen). Ein weiterer Pkw der AfD Leipzig trug das Kennzeichen „L-GD 3345“, das als rechtsextremer Code für Großdeutschland zwischen 1933 und 1945 verstanden wird. Droese gab an, dass weder er noch ein anderes AfD-Mitglied Halter des betreffenden Fahrzeugs war und dem AfD-Kreisverband die Bedeutung und Brisanz dieser Zahlencodes unbekannt gewesen sei. Einen Besuch in Adolf Hitlers Hauptquartier Wolfsschanze bezeichnete er nach Rückfragen als nichts Besonderes. Während des Besuchs der Wolfsschanze entstand ein Foto Droeses vor den dortigen Bunkeranlagen, auf dem er sich mit der Hand auf dem Herz ablichten ließ.
In Droeses Bundestagsbüro arbeitete seit März 2019 Daniel Fiß, dessen politische Wurzeln in der Neonaziszene Mecklenburg-Vorpommerns liegen und der zu den führenden Mitgliedern der Identitären Bewegung gehört. Siegbert Droese gibt an, Fiß sei lediglich auf zwei Monate befristet eingestellt worden und würde ein Projekt „im Bereich Grafikdesign und -entwicklung“ bearbeiten. Ein Problem erkennt er bei dem politischen Hintergrund seines Mitarbeiters nicht, da er „vor der Einstellung eines Mitarbeiters keine Veranlassung sehe, in dessen Privatleben herumzuschnüffeln und es sich um eine projektbezogene Kurzzeitbeschäftigung handelt“.
Droese bezeichnet sich als „national-liberal“. Verschiedene Medienberichte über die politische Orientierung von AfD-Bundestagsabgeordneten zählen ihn zum völkischen Flügel der AfD oder stufen ihn als „ultrarechts“ ein. Das Bundesamt für Verfassungsschutz nennt Droese mehrfach namentlich in seinem Gutachten zur Einstufung der AfD als Prüffall. Er wird dort aufgeführt als Beispiel für „rechtsextremistische Motive“ in der Partei, konkret wegen seiner „Bezugnahmen auf nationalsozialistische Symboliken“ und wegen seines Vertretens der Verschwörungstheorie der „Umvolkung“.